# موخور-تارخاتا
موخور-تارخاتا (به لاتین: Mukhor-Tarkhata) یک منطقهٔ مسکونی در روسیه است که در جمهوری آلتای واقع شده‌است.